# Selloane Tsoaeli
Selloane Joyce Tsoaeli (Lithabaneng, 27 giugno 1977) è un'ex multiplista e lunghista lesothiana.

## Record nazionali
- 100 metri ostacoli: 14"62 (+0,5 m/s) ( Maputo, 13 settembre 2011)
- Salto in alto: 1,79 m	( Porto-Novo, 29 giugno 2012)
- Eptathlon: 5.590 p ( Maputo, 14 settembre 2011)

## Palmarès
| Anno | Manifestazione          | Sede         | Evento         | Risultato | Prestazione | Note                          |
| ---- | ----------------------- | ------------ | -------------- | --------- | ----------- | ----------------------------- |
| 1997 | Giochi panafricani      | Johannesburg | Salto in alto  | nm        | nm          |                               |
| 2002 | Giochi del Commonwealth | Manchester   | Salto in lungo | 15ª (q)   | 5,49 m      |                               |
| 2007 | Mondiali                | Osaka        | 100 m piani    | Batteria  | 13"29       | Miglior prestazione personale |
| 2008 | Africani                | Addis Abeba  | Eptathlon      | 4ª        | 4.404 p.    | Record nazionale              |
| 2009 | Mondiali                | Berlino      | 200 m piani    | Batteria  | 28"34       |                               |
| 2010 | Africani                | Nairobi      | Salto in alto  | Oro       | 1,75 m      |                               |
| 2010 | Africani                | Nairobi      | Eptathlon      | Bronzo    | 5.302 p.    |                               |
| 2010 | Giochi del Commonwealth | Delhi        | Salto in alto  | 10ª       | 1,78 m      |                               |
| 2010 | Giochi del Commonwealth | Delhi        | Eptathlon      | dnf       | dnf         |                               |
| 2011 | Giochi panafricani      | Maputo       | Eptathlon      | Bronzo    | 5.590 p.    |                               |
| 2011 | Giochi panafricani      | Maputo       | Salto in alto  | 6ª        | 1,70 m      |                               |
| 2012 | Africani                | Porto-Novo   | Eptathlon      | dnf       | dnf         |                               |
| 2014 | Giochi del Commonwealth | Glasgow      | Salto triplo   | 15ª (q)   | 12,53 m     |                               |

## Altre competizioni internazionali
2009
- Argento ai Campionati africani di eventi combinati ( Moka) - Eptathlon - 5.116 p